# Litovščina
Litovščina nekoč litvanščina (litovsko lietuvių kalba) je uradni jezik v Litvi in eden izmed uradnih jezikov Evropske unije. Skupno ima okoli 4 milijone govorcev, od tega 2,9 milijona v Litvi, ostalo predvsem v Latviji, Belorusiji, Rusiji in na Poljskem. Govorijo jo tudi litovski izseljenci v Argentini, Braziliji, Estoniji, ZDA, na Švedskem ... Spada  med baltske jezike. Ti so samostojna veja indoevropskih jezikov, imajo pa nekatere sorodnosti s slovanskimi jeziki. Litovščina je najbliže sorodna latvijščini in izumrli stari pruščini, ki spadata v isto jezikovno skupino. 
Litovščina je ohranila številne arhaične jezikovne prvine, zaradi česar je zanimiva za številne jezikoslovce, ki raziskujejo indoevropske jezike in njihov razvoj. 

## Abeceda
Litovska abeceda ima 32 črk:
a ą b c č d e ę ė f g h i į y j k l m n o p r s š t u ų ū v z ž

## Narečja
Litovščina pozna dve glavni narečji: zgornjo litovščino (Aukštaičių) in spodnjo litovščino (Žemaičių). Knjižni jezik temelji na prvi.

## Slovnica

### Glagoli

#### Sedanjik
|        | dirbti = delati | norėti = hoteti | skaityti = brati |
| ------ | --------------- | --------------- | ---------------- |
| 1. ed. | dirbu           | noriu           | skaitau          |
| 2. ed. | dirbi           | nori            | skaitai          |
| 3. ed. | dirba           | nori            | skaito           |
| 1. mn. | dirbame         | norime          | skaitome         |
| 2. mn. | dirbate         | norite          | skaitote         |
| 3. mn. | dirba           | nori            | skaito           |

#### Preteklik
|        | dirbti = delati | norėti = hoteti | skaityti = brati                     |
| ------ | --------------- | --------------- | ------------------------------------ |
| 1. ed. | dirbau          | norėjau         | skaičiau (mehčanje – zliti glas t→č) |
| 2. ed. | dirbai          | norėjai         | skaitei                              |
| 3. ed. | dirbo           | norėji          | skaitė                               |
| 1. mn. | dirbome         | norėjome        | skaitėme                             |
| 2. mn. | dirbote         | norėjote        | skaitėte                             |
| 3. mn. | dirbo           | norėjo          | skaitė                               |

#### Prihodnjik
Nedoločnik brez pripone -ti + s + ustrezna pripona
|        | dirbti = delati | norėti = hoteti | skaityti = brati |
| ------ | --------------- | --------------- | ---------------- |
| 1. ed. | dirb-s-iu       | norė-s-iu       | skaity-s-iu      |
| 2. ed. | dirb-s-i        | norė-s-i        | skaity-s-i       |
| 3. ed. | dirb-s          | norė-s          | skaity-s         |
| 1. mn. | dirb-s-ime      | norė-s-ime      | skaity-s-ime     |
| 2. mn. | dirb-s-ite      | norė-s-ite      | skaity-s-ite     |
| 3. mn. | dirb-s          | norė-s          | skaity-s         |

#### Frekventativ
Nedoločnik brez pripone -ti + dav + ustrezna pripona
|        | dirbti = delati | norėti = hoteti | skaityti = brati |
| ------ | --------------- | --------------- | ---------------- |
| 1. ed. | dirb-dav-au     | norė-dav-au     | skaity-dav-au    |
| 2. ed. | dirb-dav-ai     | norė-dav-ai     | skaity-dav-ai    |
| 3. ed. | dirb-dav-o      | norė-dav-o      | skaity-dav-o     |
| 1. mn. | dirb-dav-ome    | norė-dav-ome    | skaity-dav-ome   |
| 2. mn. | dirb-dav-ote    | norė-dav-ote    | skaity-dav-ote   |
| 3. mn. | dirb-dav-o      | norė-dav-o      | skaity-dav-o     |

#### Pogojnik
|        | dirbti = delati    | norėti = hoteti    | skaityti = brati     |
| ------ | ------------------ | ------------------ | -------------------- |
| 1. ed. | dirb-č-iau         | norė-č-iau         | skaity-č-iau         |
| 2. ed. | dirb-t-um(ei)      | norė-t-um(ei)      | skaity-t-um(ei)      |
| 3. ed. | dirb-t-ų           | norė-t-ų           | skaity-t-ų           |
| 1. mn. | dirb-t-ume / umėme | norė-t-ume / umėme | skaity-t-ume / umėme |
| 2. mn. | dirb-t-ute / umėte | norė-t-ute / umėte | skaity-t-ute / umėte |
| 3. mn. | dirb-t-ų           | norė-t-ų           | skaity-t-ų           |

#### Velelnik
|        | dirbti = delati | norėti = hoteti | skaityti = brati |
| ------ | --------------- | --------------- | ---------------- |
| 1. ed. | –               | –               | –                |
| 2. ed. | dirb-k          | norė-k          | skaity-k         |
| 3. ed. | tegu + sedanjik | tegu + sedanjik | tegu + sedanjik  |
| 1. mn. | dirb-k-ime      | norė-k-ime      | skaity-k-ime     |
| 2. mn. | dirb-k-ite      | norė-k-ite      | skaity-k-ite     |
| 3. mn. | tegu + sedanjik | tegu + sedanjik | tegu + sedanjik  |

### Števniki
| Številka | litovščina         |
| -------- | ------------------ |
| 1        | vienas             |
| 2        | du, dvi            |
| 3        | trys               |
| 4        | keturi, keturios   |
| 5        | penki, penkios     |
| 6        | šeši, šešios       |
| 7        | septyni, septynios |
| 8        | aštuoni, aštuonios |
| 9        | devyni, devynios   |
| 10       | dešimt             |
| 11       | vienuolika         |
| 12       | dvylika            |
| 13       | trylika            |
| 14       | keturiolika        |
| 15       | penkiolika         |
| 16       | šešiolika          |
| 17       | septyniolika       |
| 18       | aštuoniolika       |
| 19       | devyniolika        |
| 20       | dvydešimt          |
| 30       | trysdešimt         |
| 40       | keturiasdešimt     |
| 50       | penkiasdešimt      |
| 60       | šešiasdešimt       |
| 70       | septyniasdešimt    |
| 80       | aštuoniasdešimt    |
| 90       | devyniasdešimt     |
| 100      | šimtas             |
| 1000     | tūkstantis         |